# Robert Trent Jones
Pour les articles homonymes, voir Jones et Robert Jones (homonymie).

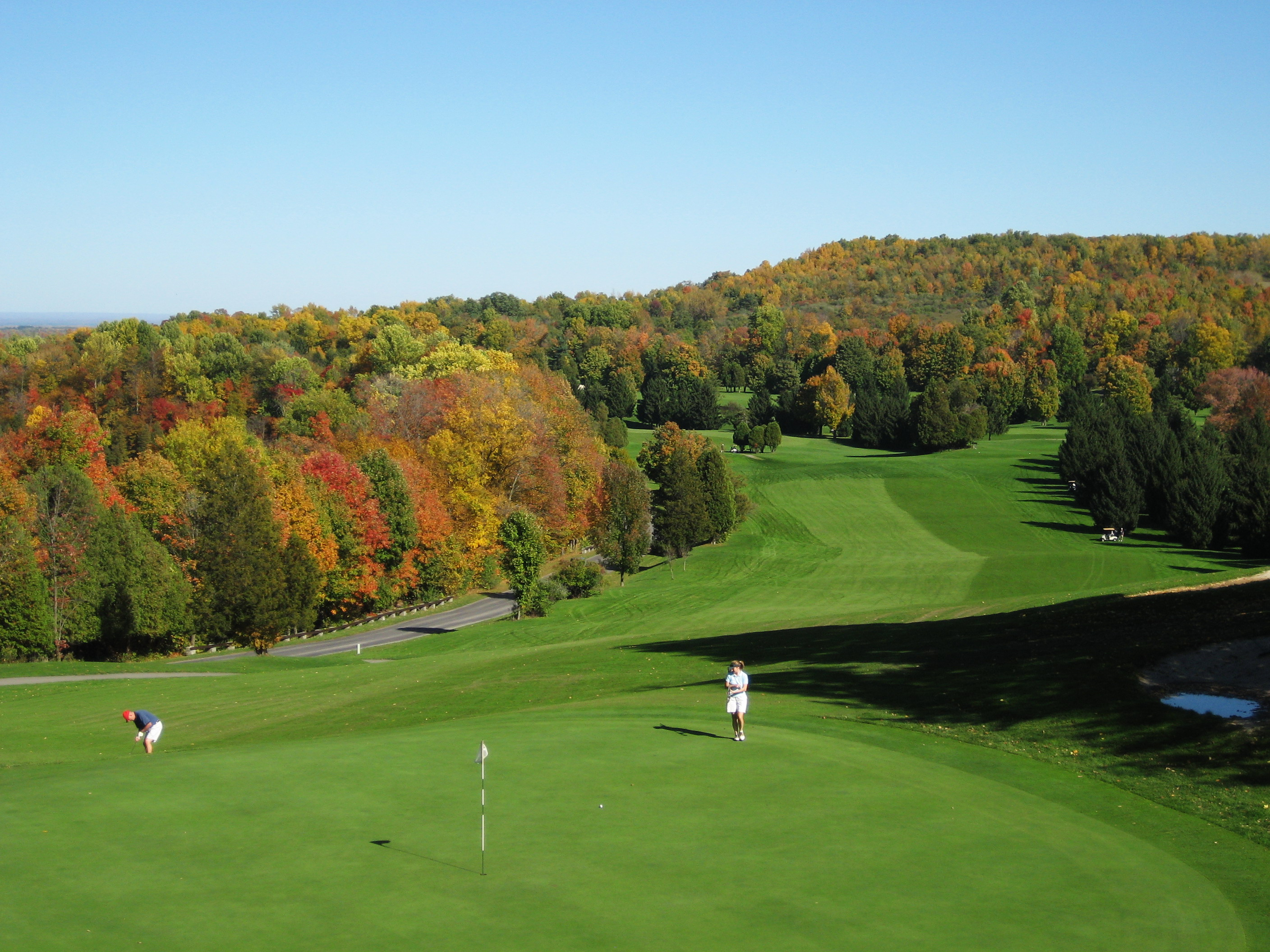
Le parcours de golf de Green Lakes State Park a été conçu par Robert Trent Jones est ouvert en 1936.

Robert Trent Jones, Sr., né le 20 juin 1906 et mort le 14 juin 2000, était un architecte de parcours de golf américain. Il a été au design de quelque 500 parcours à travers 40 États américains et 35 pays dans le monde.
Né en Angleterre à Ince-in-Makerfield, il accompagne ses parents à l'âge de cinq ans aux États-Unis et s'installe à East Rochester (en). Il devient le premier professionnel de son club de golf mais en raison d'une santé défaillante, il ne peut poursuivre sa carrière sportive. Il décide alors de se tourner vers l'architecture et le design des parcours de golf. À travers différents partenariats, il débute aux côtés du Canadien Stanley Thompson et l'aide pour différents parcours autour de Vancouver. Dans les années 1930, il travaille alors seul et construit divers golf aux États-Unis.
Il continue à travailler ainsi jusqu'à sa retraite, ses deux enfants sont également devenus architecte de parcours de golf.
Son dévouement pour le golf lui a permis d'être introduit au World Golf Hall of Fame en 1987.

## Réalisations
- Le golf de La Grande-Motte, le golf de Moliets et le golf de Chamonix, les 9 premiers trous du parcours Trent Jones à Bondues (les neuf derniers étant l’œuvre de son fils) en France,
- Le Royal Bercuit Golf Club, créé en 1967 en Belgique,
- Le Golf Luisita, le Golf Canlubang et celui d'Alabang, aux Philippines
- le Golf Royal au Maroc, à Dar es-Salam
- Le Golf de la Caraïbe française Outre-Mer à Saint-François en Guadeloupe créé en 1978 et celui de la Martinique, créé en 1976.
- Le Prince de Provence, à Vidauban en 1999
- et en Espagne, sur la Costa del Sol, les parcours de Soto Grande.